# Corredora (màquina de vapor)

Motor de vapor estacionari de doble efecte. Vegeu corredora i pistó en moviment.

Una corredora o vàlvula de corredora és un tipus de vàlvula que fou molt usat en locomotores i màquines de vapor. En un cilindre de doble efecte, una vàlvula de corredora permet l'entrada de vapor a pressió en una cara del pistó i la sortida del vapor expansionat de l'altra banda. De forma consecutiva i reiterada segons el moviment alternatiu i rectilini de la vàlvula.
Una corredora es munta a l'interior de la caixa o col·lector de vapor i es mou sobre una superfície plana i llisa accionada pel mecanisme de distribució a través d'una tija. La superfície anterior conté els espiralls que connecten el cilindre amb un pistó de doble efecte. El moviment relatiu entre la corredora i els espiralls permet l'entrada i sortida del vapor de forma alterna en les dues cares del pistó.

## Disseny

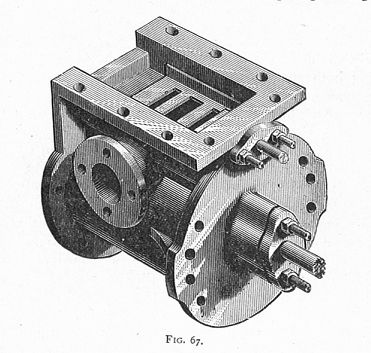
Cilindre d'una màquina de vapor amb la vàlvula de corredora desmuntada. Vegeu els orificis rectangulars de pas del vapor (espiralls) i la superfície plana per on llisca la corredora, obrint i tancant els espiralls.

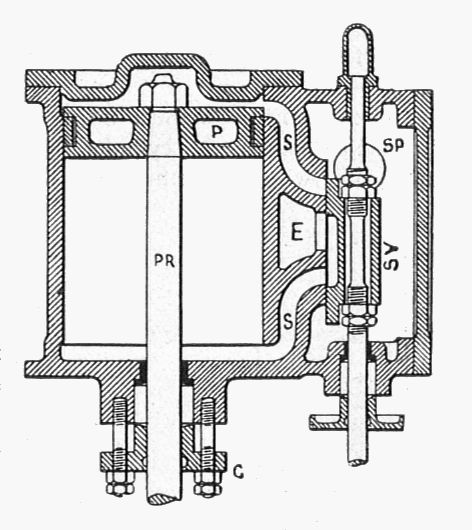
Cilindre de doble acció i vàlvula de corredora.
El vapor entra pel col·lector de vapor SP, i passa per la corredora empenyent el pistó P. Al mateix temps, el vapor d'escapament de la part inferior del pistó passa per l'espirall inferior i a través de la corredora cap a l'escapament E. Quan el pistó baixa la vàlvula puja invertint el procés.

Una corredora adopta la forma d'una peça aproximadament prismàtica amb una cara plana i llisa amb una depressió. A la part anterior, que constitueix la vàlvula pròpiament dita, hi va unida una tija d'accionament. Aquesta tija entra i surt del col·lector de vapor i exigeix una estopada per a aconseguir l'estanquitat adequada.
(Una corredora podria descriure's com una mena de cullera quadrada que va obrint i tapant els orificis d'entrada i sortida del vapor, lliscant sobre una part plana formant cos amb el cilindre d'una màquina de vapor. El funcionament es pot veure en l'animació adjunta. Especialment en versió ampliada. Una vàlvula de corredora té el mateix moviment alternatiu i fa la mateixa funció que una vàlvula de pistó, però és de forma diferent).

## Corredora simple
Els models més senzills de corredora són els no-equilibrats. La pressió de vapor actua, principalment, per una cara de la vàlvula. Per la part on la vàlvula no frega contra la superfície llisa que conté els orificis (espiralls) d'entrada i sortida del vapor. Això permet una bona estanquitat perquè la pressió del vapor empeny la vàlvula contra la superfície de fregament. Però implica un esforç de fricció molt important, esforç que absorbeix potència física i que provoca el desgast de la vàlvula.
La superfície de fregament té la forma aproximada d'un rectangle (considerant només el contorn amb un cert gruix).

## Corredora equilibrada
Una corredora equilibrada està dissenyada de manera que la pressió de vapor no actuï (o ho faci molt poc) en la cara que empenyeria la vàlvula contra la superfície dels orificis de pas del vapor.